# 2015–2016-os olasz labdarúgó-bajnokság (első osztály)
A 2015–2016-os olasz labdarúgó-bajnokság a Serie A a 84. kiírása. 
A szezonban a 20 csapatból, az előző szezon első 17 helyezettje, valamint a másodosztályból feljutott 3 csapat vesz részt. A bajnokság 2015. augusztus 22-én rajtolt, és 2016. május 15-én ért véget. A bajnok a Juventus lett, sorozatban ötödször, összességében 32. alkalommal. A gólkirályi címet Gonzalo Higuaín szerezte meg rekordot jelentő 36 góllal.

## Statisztika

### Góllövőlista
| Helyezés | Név                | Csapat                     | Gólok |
| -------- | ------------------ | -------------------------- | ----- |
| 1        | Gonzalo Higuaín    | Napoli                     | 36    |
| 2        | Paulo Dybala       | Juventus                   | 19    |
| 3        | Carlos Bacca       | Milan                      | 18    |
| 4        | Mauro Icardi       | Internazionale             | 16    |
| 5        | Leonardo Pavoletti | Genoa                      | 14    |
| 5        | Mohamed Salah      | Roma                       | 14    |
| 7        | Éder               | Sampdoria / Internazionale | 13    |
| 7        | Josip Iličić       | Fiorentina                 | 13    |
| 7        | Massimo Maccarone  | Empoli                     | 13    |
| 10       | Andrea Belotti     | Torino                     | 12    |
| 10       | Lorenzo Insigne    | Napoli                     | 12    |
| 10       | Nikola Kalinić     | Fiorentina                 | 12    |

Forrás:

### Gólpasszok
| Helyezés | Név                 | Csapat       | Gólpasszok |
| -------- | ------------------- | ------------ | ---------- |
| 1        | Paul Pogba          | Juventus     | 12         |
| 1        | Miralem Pjanić      | Roma         | 12         |
| 3        | Marek Hamšík        | Napoli       | 11         |
| 3        | Riccardo Saponara   | Empoli       | 11         |
| 5        | Lorenzo Insigne     | Napoli       | 10         |
| 6        | Diego Perotti       | Genoa / Roma | 9          |
| 6        | Paulo Dybala        | Juventus     | 9          |
| 8        | Giacomo Bonaventura | Milan        | 8          |
| 9        | Franco Vázquez      | Palermo      | 7          |
| 9        | Riccardo Meggiorini | Chievo       | 7          |
| 9        | Miroslav Klose      | Lazio        | 7          |
| 9        | Valter Birsa        | Chievo       | 7          |
| 9        | José Callejón       | Napoli       | 7          |
| 9        | Álvaro Morata       | Juventus     | 7          |
| 9        | Alejandro Gómez     | Atalanta     | 7          |

Forrás:

### Mesterhármasok
| Név             | Csapat     | Ellenfél       | Eredmény                                                         | Időpont              |
| --------------- | ---------- | -------------- | ---------------------------------------------------------------- | -------------------- |
| Nikola Kalinić  | Fiorentina | Internazionale | 4–1 Archiválva 2016. november 1-i dátummal a Wayback Machine-ben | 2015. szeptember 15. |
| Suso            | Genoa      | Frosinone      | 4–0 Archiválva 2016. április 22-i dátummal a Wayback Machine-ben | 2016. április 3.     |
| Dries Mertens   | Napoli     | Bologna        | 6–0 Archiválva 2016. május 7-i dátummal a Wayback Machine-ben    | 2016. április 19.    |
| Gonzalo Higuaín | Napoli     | Frosinone      | 4–0 Archiválva 2016. május 16-i dátummal a Wayback Machine-ben   | 2016. május 14.      |